# Labidocercus viridiafflatus
Labidocercus viridiafflatus är en insektsart som beskrevs av Max Beier 1954. Labidocercus viridiafflatus ingår i släktet Labidocercus och familjen vårtbitare. Artens utbredningsområde är Bolivia. Inga underarter finns listade i Catalogue of Life.